# Глория (Эштремош)
Глория (порт.  Glória) — фрегезия (район) в муниципалитете Эштремош округа Эвора в Португалии. Территория — 72,87 км². Население — 616 жителей. Плотность населения — 8,5 чел/км².